# 八将神

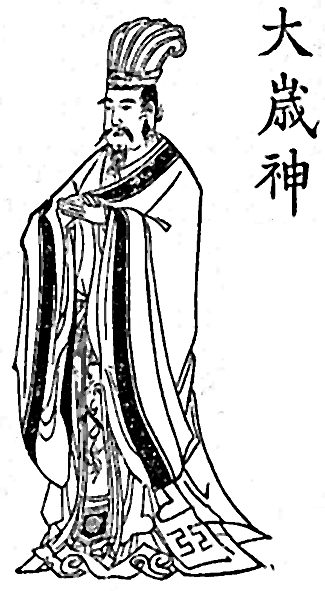
太歳神
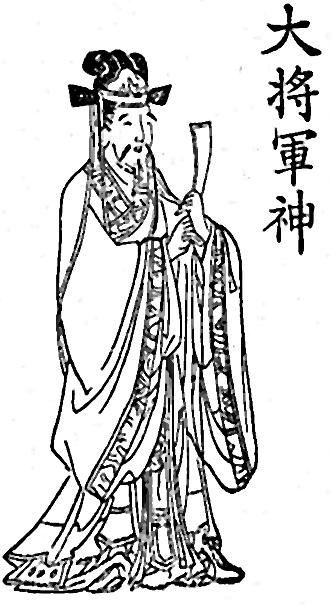
大将軍
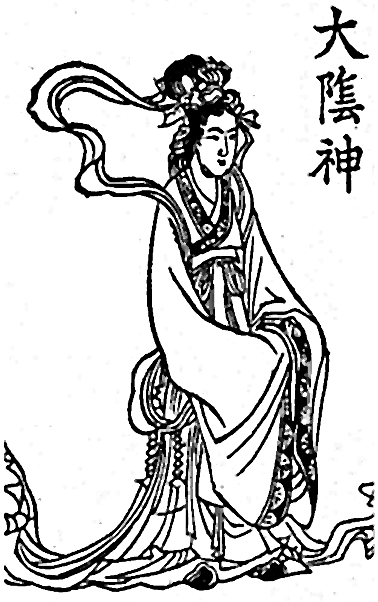
太陰神
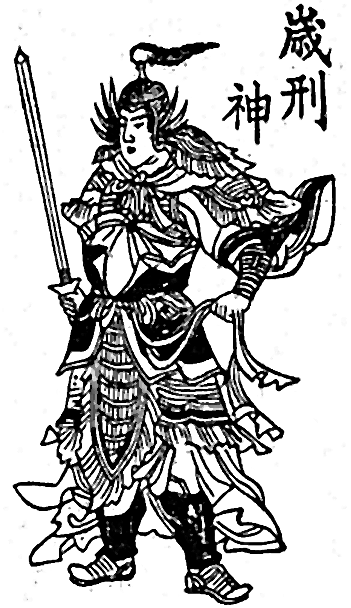
歳刑神
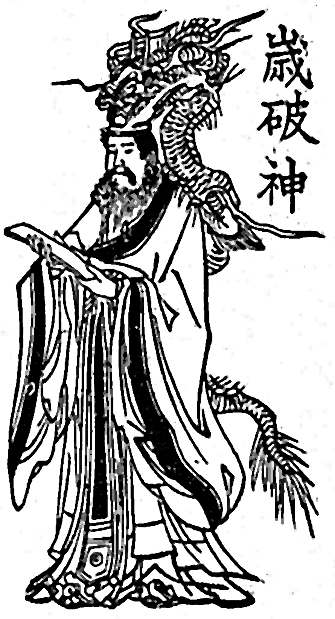
歳破神
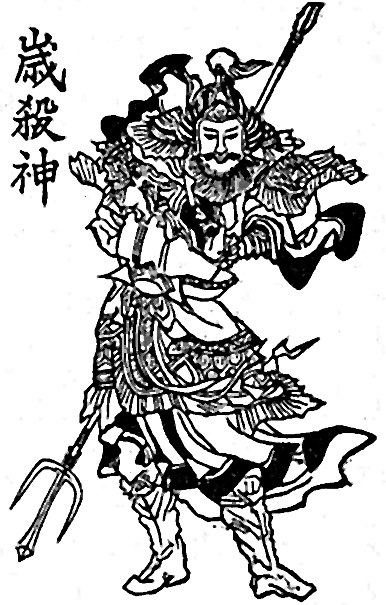
歳殺神
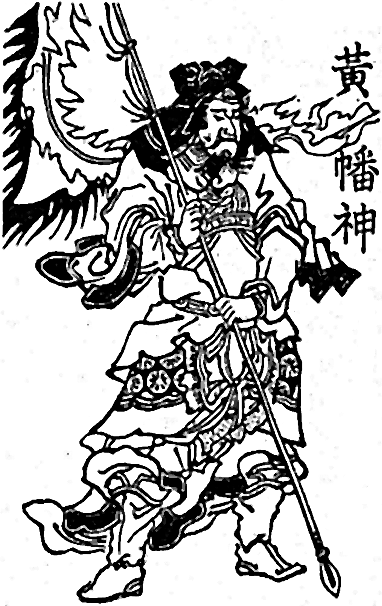
黄幡神
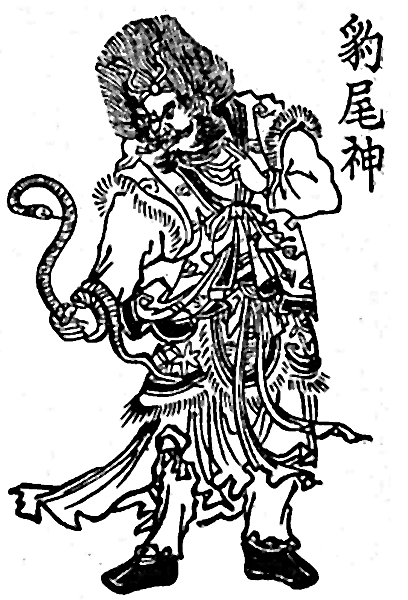
豹尾神

八将神（はっしょうじん）とは陰陽道の神で方位の吉凶を司る八神の総称。八将軍ともいう。

## 概説
民間伝承では牛頭天王の八王子といわれ、その母は牛頭天王の妃で娑伽羅龍王（しゃがらりゅうおう）の娘、頗梨采女（はりさいじょ）とされるが、牛頭天王が須佐之男尊と同一視されることから、その妃の櫛稲田姫を母とするともいう。（→「歳徳神」も参照）
暦注においては歳徳神・金神と並び重要で、その年の十二支によって居を変え、その方角が吉凶を左右するとされた。基準となるのは太歳神で常にその年の十二支の方位に位置し、それに対応して他の七神は居を定める。

## 八将神
太歳（たいさい）
十二支の方位に居する。木曜星（歳星〈さいしょう〉）の神格。移転普請は吉。訴訟、伐木は凶。
大将軍（たいしょうぐん、だいしょうぐん）
金曜星（太白）の神格。3年同じ方位に留まるため三年塞がりといい万事に大凶。
太陰（たいおん）
土曜星（鎮星〈ちんしょう〉）の神格。縁談出産は凶。
歳刑（さいぎょう、さいけい）
水曜星（辰星〈しんしょう〉）の神格。耕作は凶。
歳破（さいは）
土曜星（鎮星）の神格。移転旅行は凶。
歳殺（さいせつ）
金曜星（太白）または火曜星（熒惑星〈けいこくしょう〉）の神格。縁談に凶だが仏事には吉。
黄幡（おうばん）
羅睺（らごう）星の神格。武芸に吉。移転普請は凶。
豹尾（ひょうび）
計都星の神格。豹のように猛々しく、家畜を求めるに凶。大小便も凶。
- 太歳神
- 大将軍
- 太陰神
- 歳刑神
- 歳破神
- 歳殺神
- 黄幡神
- 豹尾神

## 十二支と八将神の方位

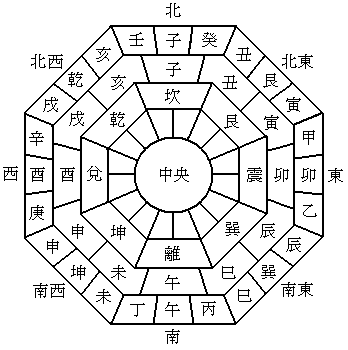
方位

| 十二支 | 子年 | 丑年 | 寅年 | 卯年 | 辰年 | 巳年 | 午年 | 未年 | 申年 | 酉年 | 戌年 | 亥年 |
| ------ | ---- | ---- | ---- | ---- | ---- | ---- | ---- | ---- | ---- | ---- | ---- | ---- |
| 大歳神 | 子   | 丑   | 寅   | 卯   | 辰   | 巳   | 午   | 未   | 申   | 酉   | 戌   | 亥   |
| 大将軍 | 酉   | 酉   | 子   | 子   | 子   | 卯   | 卯   | 卯   | 午   | 午   | 午   | 酉   |
| 大陰神 | 戌   | 亥   | 子   | 丑   | 寅   | 卯   | 辰   | 巳   | 午   | 未   | 申   | 酉   |
| 歳刑神 | 卯   | 戌   | 巳   | 子   | 辰   | 申   | 午   | 丑   | 寅   | 酉   | 未   | 亥   |
| 歳破神 | 午   | 未   | 申   | 酉   | 戌   | 亥   | 子   | 丑   | 寅   | 卯   | 辰   | 巳   |
| 歳殺神 | 未   | 辰   | 丑   | 戌   | 未   | 辰   | 丑   | 戌   | 未   | 辰   | 丑   | 戌   |
| 黄幡神 | 辰   | 丑   | 戌   | 未   | 辰   | 丑   | 戌   | 未   | 辰   | 丑   | 戌   | 未   |
| 豹尾神 | 戌   | 未   | 辰   | 丑   | 戌   | 未   | 辰   | 丑   | 戌   | 未   | 辰   | 丑   |